# Scooby-Doo! Unmasked
Scooby-Doo! Unmasked é um jogo eletrônico de plataforma, lançado em 2005, e foi baseado na série de desenho animado Scooby-Doo. Foi desenvolvido pela Artificial Mind & Movement e publicado pela THQ para Xbox, PlayStation 2, GameCube, GameBoy Advance e Nintendo DS.

## Trama

### Monstrous Fright and Magic
O jogo começa com Scooby-Doo e a turma visitando o primo de Fred, Jed, em seu estúdio de efeitos especiais e fábrica Monstrous Fright and Magic ou MFM, mas quando eles chegam lá, Jed está desaparecido e seus animatrônicos enlouquecem. Eles encontram o CEO da MFM Winslow Stanton e sua assistente Marcy, que os informam que Jed é responsável por sabotar a MFM e não só roubou alguns animatrônicos caros, mas também um grande suprimento de Mubber (um composto especial usado para transformar animatrônicos em monstros de efeitos especiais realistas). Scooby e sua turma se encarregam de rastrear Jed e recuperar os itens roubados.

### Shuddery Showdown in Chinatown
A primeira parada deles é em Chinatown, onde eles encontram Maggie Xi, que os avisa que o feiticeiro demoníaco Zen Tuo interrompeu o festival local que ela estava organizando, antes de desaparecer, quando o rugido de um dragão foi ouvido. Scooby encontra pistas e procura becos, um esgoto, um dojo e uma fábrica de biscoito da sorte para rastrear Zen Tuo, salvar Salsicha e Daphne e lutar contra o dragão de Zen Tuo em um traje de Kung Fu feito de Mubber. Zen Tuo acaba por ser Xi disfarçada, como Velma admite que ela desapareceu na entrada do esgoto quando se encontraram pela primeira vez, usando o dragão como uma distração. Maggie Xi gargalha enquanto seu corpo se desintegra, revelando que ela é uma das animatrônicas roubadas, com uma voz masculina vindo de um dispositivo escondido dizendo à gangue que eles "não podem pegar o que não podem segurar!". Embora Fred saiba que a voz pode ser de Jed, ele permanece incrédulo.

### Rock 'n' Roller Coaster Land
Velma rastreia o sinal do dispositivo para o parque de diversões Rock 'n' Roller Coaster Land, onde um homem chamado Alvin Wiener informa à turma que um músico mascarado, o Guitar Ghoul, assustou todos os outros convidados. Scooby encontra pistas que falam de eventos perturbadores. Salsicha cai em um escorregador, promovendo Scooby para salvá-lo. Após um susto do Guitar Ghoul, os dois conhecem Nikki Starlight, que afirma ser a namorada do Guitar Ghoul. Depois disso, Daphne é presa em uma gaiola em uma tenda de circo e é salva por Scooby em uma nova roupa de planador. Reagrupando-se, o Guitar Ghoul zomba da gangue, enquanto Scooby encontra sua localização em uma casa de espelhos e o derrota. O Guitar Ghoul era Alvin, como Velma revela que ele é realmente um músico fracassado que culpou o Guitar Ghoul por arruinar sua carreira. Nikki se revela como a verdadeira Guitar Ghoul, tendo feito isso para manter sua vida privada em segredo. Velma diz a Scooby para cheirar a fantasia de Alvin, revelando ser Mubber, pois Alvin admite que não sabe o nome da pessoa que lhe deu o traje. Nikki agradece à gangue por salvar sua reputação e diz a eles para irem a um museu particular de história natural onde a MFM trabalhou em algumas das exposições.

### Harum Scare'em at The Museum
Lá, a turma descobre que um homem das cavernas assombra o museu e um pterodáctilo sequestra Salsicha enquanto ele saía em busca de comida, promovendo Scooby para salvá-lo novamente. Salvando Salsicha, Scooby encontra um grande osso em u m poço de alcatrão. Scooby mais tarde encontra pistas e as entrega a Velma, enquanto Fred e Daphne estão presos em uma gaiola, mas são libertados por Scooby em sua fantasia de arqueiro. A gangue enfrenta o Homem das Cavernas, derrotando-o. O chefe da segurança do museu, Joseph Grimm, é revelado como o homem das cavernas como parte de um esquema para vender os valiosos depósitos de petróleo localizados sob o museu. Velma deduz corretamente a partir dessa cadeia de eventos que Stanton é o responsável pelos roubos, tendo incriminado Jed e enviado a gangue em uma perseguição inútil para distraí-los.

### Back to Monstrous Fright and Magic
A gangue volta para Monstrous Fright and Magic para confrontar Stanton, encontrando Jed enfiado dentro de uma fantasia onde Stanton o prendeu quando soube de seus planos. A voz de Stanton é ouvida em um microfone, e ele convoca um robô Pterodáctilo gigante para combatê-los. Scooby derrota o Pterodáctilo e chega ao local de Stanton. O verdadeiro Stanton aparece atrás do grupo; uma luz ultravioleta revela que "Stanton" é Marcy em um disfarce de Mubber. Marcy diz a eles que ela queria vingança por Stanton ter levado todo o crédito na criação de Mubber, que ambos fizeram juntos. Implorando por perdão, Stanton consola Marcy e concordam em deixá-la ser uma parceira completa em sua empresa. O jogo termina com Salsicha fazendo um um sanduíche com mubber; antes que ele possa comê-lo, Scooby usa a luz para desintegrá-lo.

## Recepção
O jogo teve uma recepção mediana. GameRankings e Metacritic deram-lhe uma pontuação de 64,50% e 62 de 100 para a versão Xbox; 66% e 64 de 100 para a versão GameCube; 65,96% e 61 de 100 para a versão PlayStation 2;  61,60% e 48 de 100 para a versão Game Boy Advance;  e 63,75% e 60 de 100 para a versão DS.